# Drakensbergprinia
Drakensbergprinia (Prinia hypoxantha) är en fågel i familjen cistikolor inom ordningen tättingar.

## Utseende och läte
Drakensbergprinian är varmbrun ovan och gulaktig under, med tunna streck mestadels begränsade till bröstet. Den långa avsmalnade stjärten hålls ofta rest. Arten liknar karrooprinian, men denna är kallare färgad ovan, vitare under och har streckar och fläck på undersidan som också sträcker sig till strupe och buk. Sången består av ett pipigt "kli" som upprepas fyra till 15 gånger, med sträva toner inblandade. 

## Utbredning och systematik
Fågeln förekommer i östra Sydafrika (Limpopo söderut till östra Fristatsprovinsen, KwaZulu-Natal och östra Östra Kapprovinsen) samt Lesotho. Den behandlas som monotypisk, det vill säga att den inte delas in i några underarter.

### Familjetillhörighet
Cistikolorna behandlades tidigare som en del av den stora familjen sångare (Sylviidae). Genetiska studier har dock visat att sångarna inte är varandras närmaste släktingar. Istället är de en del av en klad som även omfattar timalior, lärkor, bulbyler, stjärtmesar och svalor. Idag delas därför Sylviidae upp i ett antal familjer, däribland Cisticolidae.

## Levnadssätt
Drakensbergprinia hittas i gräsmarker och buskage nära floder eller i skogsbryn. Där ses den i par röra sig aktivt, plockande insekter från lövverket eller ibland hoppa runt på marken.

## Status och hot
Arten har ett stort utbredningsområde, men tros minska i antal, dock inte tillräckligt kraftigt för att den ska betraktas som hotad. Internationella naturvårdsunionen IUCN listar arten som livskraftig (LC).

## Namn
Prinia kommer av Prinya, det javanesiska namnet för bandvingad prinia (Prinia familiaris).